# 圍雞總動員
是一部2018年美國性喜劇電影，由凱·卡農執導，布萊恩·科荷（Brian Kehoe）、吉姆·科荷（Jim Kehoe）、強·赫維茲、海登·施拉茲伯格和埃本·羅素（Eben Russell）共同撰寫劇本；此外，這也是卡農的導演處女作。故事描述由萊絲莉·曼恩、艾克·拜瑞豪茲與約翰·希南飾演的三名父母試圖阻止各自的女兒在舞會之夜上失去童貞。其片名和海報是取自「圍雞」（俚語，指阻擋他人發生性行為）。
該片2018年3月10日在西南偏南上首映，並由環球影業排定2018年4月6日在美國上映。《圍雞總動員》贏得了影評界的普遍讚賞，大多稱讚其幽默和演出，以及在同類型電影中罕見的「機智和同理心」。

## 劇情
當耳聞自己的女兒約定將在舞會之夜上失去童貞後，三名個性和背景相異的父母展開一場「圍雞總動員」，以試圖阻止各自心愛的掌上明珠闖禍：但他們不知道的是，自己的女兒們卻早已是名獨立的堅強女性。

## 演員
- 萊絲莉·曼恩飾演莉莎·德克爾（Lisa Decker）：單親媽媽，茱莉的母親。
- 艾克·拜瑞豪茲飾演韓特（Hunter）：珊的父親，與妻子離了婚。
- 約翰·希南飾演米契（Mitchell）：凱拉的運動狂父親，對女兒過度保護。
- 凱瑟琳·紐頓飾演茱莉·德克爾（Julie Decker）：莉莎的女兒。
- 潔芮汀·薇思瓦納森飾演凱拉（Kayla）：米契和瑪西的女兒。
- 吉登農·阿德倫（Gideon Adlon）飾演珊（Sam）：韓特的女兒。
- 漢尼拔·布瑞斯飾演法蘭克（Frank）：珊的繼父。
- 莎拉優·布魯飾演瑪西（Marcie）：米契的妻子和凱拉的母親。

## 製作
主要拍攝於2017年5月2日在喬治亞州亞特蘭大開始進行。其片名最初定為《The Pact》，意旨女孩失去了童貞。

## 發行
《圍雞總動員》最先於2018年3月10日在西南偏南上首映，並由環球影業排於2018年4月6日在美國上映。

### 市場行銷
該片英文原名「Blockers」取自青少年的流行語「圍雞」，意指去圍住男生的雞雞（陰莖），在各國的翻譯版本中，台灣片名《圍雞總動員》直譯又充滿動作想像，讓希南和拜瑞豪茲印象深刻又不知該如何解釋，搞笑地頒發一座金雞獎，而俄羅斯片名為《There will be no sex!!!》（不准愛愛）、義大利片名為《Keep your hands off my daughter》（你敢碰我女兒試試看）、匈牙利片名為《Virgin watch》（童貞保衛戰）。

## 迴響

### 票房
在美國和加拿大，《圍雞總動員》與《噤界》、《夏帕魁迪克事件》、《奇蹟的賽季》共同上映並競爭，外界預估《圍雞總動員》在首週末能從3379間戲院中獲得1620萬美元的票房。該片在第一天賺取了780萬美元（包括週四晚間的150萬美元）。《圍雞總動員》在首週共獲得了2140萬美元的票房，位居當週票房排名第三。

## 外部連結
- 官方网站
- 互联网电影数据库（IMDb）上《圍雞總動員》的资料（英文）
- 爛番茄上《圍雞總動員》的資料（英文）
- Metacritic上《圍雞總動員》的資料（英文）
- Box Office Mojo上《圍雞總動員》的資料（英文）
- AllMovie上《圍雞總動員》的资料（英文）
- 開眼電影網上《圍雞總動員》的資料（繁體中文）
- 豆瓣电影上《圍雞總動員》的資料 （简体中文）
- 时光网上《圍雞總動員》的資料（简体中文）